# 2010 au Malawi
Cet article présente les faits marquants de l'année 2010 au Malawi.

## Évènements
- 30 janvier 2010 : un jeune de 21 ans est arrêté à Blantyre pour avoir collé des posters en faveur des droits des homosexuels. Selon la police, son sac étaient remplis de posters portant l'inscription « Les droits des homosexuels sont des droits de l'Homme ». L'homosexualité au Malawi, qui vient de prendre la présidence tournante de l'Union africaine (UA), est illégale et elle est passible de 14 ans de réclusion.
- 31 janvier 2010 :
  - Union africaine : ouverture du 14e sommet de l'UA, le président du Malawi, Bingu wa Mutharika  est élu à la tête de l'Union africaine, marquée par une année chaotique où les prises de position dissonantes de son prédécesseur Mouammar Kadhafi ont brouillé l'image de l'institution.
  - La foudre s'est abattue sur une église causant la mort de 6 personnes et en blessant 4 autres, alors que 40 membres d'une chorale se préparaient à la messe.

- 2 avril 2010 : la « Fondation Raising Malawi » annonce la prochaine visite de la chanteuse américaine Madonna qui viendra inspecter les travaux de construction des locaux de l'institution pour jeunes filles d'un coût de 15 millions de dollars pour permettre l'accueil de 500 jeunes filles issues de milieux modestes de tout le pays. Elle se rendra également dans le village de Chinkhota (district de Mchinji, à 16 km de Lilongwe), où elle avait adopté son fils Banda en 2006.

- 6 avril 2010 : la chanteuse américaine Madonna a posé la première pierre d'une école de filles d'un coût de 15 millions de dollars construite par sa « Fondation Raising Malawi ». Ses enfants biologiques, Rocco et Lourdes, ainsi que ses deux enfants adoptés au Malawi, David Banda et Chifundo "Mercy" James, étaient présents à ses côtés. Elle était également accompagnée de l'économiste américain Jeffrey Sachs, conseiller spécial du secrétaire général des Nations unies Ban Ki-moon et fondateur du projet « Villages du Millenium pour la réduction de la pauvreté ».

- 20 mai 2010 : un couple d'homosexuel est reconnu coupable d'avoir violé « l'ordre de la nature » après avoir organisé, le 26 décembre 2009, la première cérémonie symbolique de « mariage » gay du pays. Un tribunal de Blantyre les a condamné à 14 ans de prison, la peine maximale, et aux travaux forcés. Selon le juge : « La condamnation que je vous donne est destinée à faire peur afin de protéger le public de gens comme vous pour que nous ne soyons pas tentés de reproduire cet exemple horrible ». L'homosexualité est interdite dans ce pays alors que le taux de prévalence du Sida y est de 14 %[1]. Ils sont graciés le 29 mai par le président Bingu wa Mutharika.

- 18 juin 2010 : selon l'OMS et l'UNICEF, l'épidémie de rougeole qui se développe en Afrique de l'est et australe, a déjà touché 11 461 enfants et causé 68 décès au Malawi.

- 26 août 2010 : le président Bingu wa Mutharika a rejeté les conclusions d'un rapport défavorable de la Communauté de développement d'Afrique australe (SADC) qui révèle que 1,5 million d'habitants de ce petit pays d'Afrique australe dépendaient d'une aide alimentaire. Il menace de se passer des pays donateurs qui ont critiqué la décision de son gouvernement d'exporter cette année 300 000 tonnes de maïs vers le Zimbabwe, et de fermer les journaux qui ont rapporté ces faits. L'aide étrangère représenterait environ un cinquième de l'économie du Malawi, qui compte 14 millions d'habitants.